# This Is Normal
This Is Normal — trzeci album studyjny islandzkiej grupy GusGus. Został wydany w kwietniu 1999 roku nakładem 4AD.

## Lista utworów
1. "Ladyshave" – 3:57
2. "Teenage Sensation" – 4:14
3. "Starlovers" – 4:43
4. "Superhuman" – 6:20
5. "Very Important People" – 5:51
6. "Bambi" – 3:47
7. "Snoozer" – 4:01
8. "Blue Mug" – 4:11
9. "Acid Milk" – 6:43
10. "Love Vs. Hate" – 4:33
11. "Dominique" - 5:15